# Acanthodactylus dumerilii
Espèce
Synonymes
- Lacerta dumerili Milne-Edwards, 1829
- Scapteira inornata Gray, 1838
- Acanthodactylus scutellatus var. exiguus Lataste, 1885
- Acanthodactylus dumerilii exiguus Lataste, 1885

Acanthodactylus dumerilii est une espèce de sauriens de la famille des Lacertidae.

## Répartition
Cette espèce se rencontre au Sénégal, au Mali, en Mauritanie, au Maroc, en Algérie, en Tunisie et en Libye.

## Étymologie
Cette espèce est nommée en l'honneur d'André Marie Constant Duméril.

## Publications originales
- Lataste, 1885 : Les Acanthodactyles de Barbarie et les autres espèces du genre. Description d’une nouvelle espèce, du pays des Çomalis (Acanthodactylus Vaillanti). Annali del Museo Civico di Storia Naturale di Genova, ser. 2A, vol. 2, p. 476–516 (texte intégral).
- Milne-Edwards, 1829 : Recherches zoologiques pour servir à l'histoire des lézards, extraites d'une monographie de ce genre. Annales des Sciences Naturelles, Paris, vol. 16, p. 50-89 (texte intégral).